# Великденска ястребова сова
Рождественска ястребова сова (Ninox natalis) е вид птица от семейство Совови (Strigidae). Видът е световно застрашен, със статут Уязвим.

## Разпространение и местообитание
Разпространен е в Остров Рождество.